# میتکو گرابلف
میتکو گرابلف (بلغاری: Митко Тодоров Гръблев؛ زادهٔ ۲۱ سپتامبر ۱۹۶۴) وزنه‌بردار اهل بلغارستان بود.
وی در مسابقات بین‌المللی در مجموع برندهٔ ۹ مدال طلا و ۱ مدال برنز شده‌است. 